# Lukovica
Lukovica es un pueblo serbio perteneciente al municipio de Svilajnac, distrito de Pomoravlje.

## Superficie
Cuenta con una superficie de 6,490 kilómetros cuadrados.

## Demografía
Hasta 2022 la población era de 669 habitantes, con una densidad de población de 103,1 habitantes por kilómetro cuadrado.
| Gráfica de evolución demográfica de Lukovica entre 1948 y 2022                       |
|                                                                                      |
| Datos según Population statistics of Eastern Europe & former USSR y City Population. |